# جورج بنکرافت
جورج بنکرافت (George Bancroft) (زادهٔ ۳ اکتبر ۱۸۰۰ – درگذشتهٔ ۱۷ ژانویه ۱۸۹۱)، دولتمرد، سیاستمدار حزب دموکرات و مورخ آمریکایی بود که در ترویج آموزش متوسطه هم در ایالت خود و هم در سطح ملی و بین‌المللی نقشی مهمی داشت.
او در دوران تصدی خود به عنوان وزیر نیروی دریایی ایالات متحده، آکادمی نیروی دریایی ایالات متحده را در آناپولیس تأسیس کرد. او دیپلمات ارشد آمریکایی در اروپا بود و مأموریت‌های دیپلماتیک در بریتانیا و آلمان را رهبری می‌کرد. از معروف‌ترین نوشته‌های او می‌توان به مجموعهٔ معتبر، «تاریخ ایالات متحده، از کشف قارهٔ آمریکا» اشاره کرد.

## اوایل زندگی و تحصیلات
بنکرافت در ۳ اکتبر ۱۸۰۰ در ووستر، ایالت ماساچوست چشم به جهان گشود.
خانواده‌اش از سال ۱۶۳۲، ساکن خلیج ماساچوست بودند. پدر جورج، آرون بنکرافت، سربازی انقلابی، روحانی یکتاپرست و نویسندهٔ زندگی‌نامهٔ جورج واشینگتن بود.

### تحصیلات
بنکرافت در آکادمی فیلیپس اکستر تحصیل کرد.
او در سیزده سالگی وارد کالج هاروارد و در سال ۱۸۱۷، فارغ‌التحصیل شد.
پس از هاروارد، پدرش او را برای تحصیل به آلمان فرستاد و در آنجا در دانشگاه‌های گوتینگن و برلین به تحصیل پرداخت. در دانشگاه گوتینگن، او مطالعات افلاطونی را نزد آرنولد هرمان لودویگ هیرن، تاریخ را نزد هیرن و گوتلیب یاکوب پلانک، زبان و تفسیر کتاب مقدس را نزد آلبرت آیکورن، علوم طبیعی را نزد یوهان فردریک بلومنبک، ادبیات آلمانی را نزد گئورگ فردریک بنکی، ادبیات فرانسوی و ایتالیایی را نزد آرتو و بانسن و ادبیات باستانی یونان و روم را نزد گئورگ لودولف دیسن آموخت. در سال ۱۸۲۰، او دکترای خود را از دانشگاه گوتینگن دریافت کرد.
بنکرافت تحصیلات خود را با سفری سیاحتی به دور اروپا به پایان رساند که در طول این سفر تقریباً در جستجوی تمام افراد شناخته شده در دنیای ادبیات، علوم و هنر اروپا از جمله یوهان ولفگانگ فون گوته، ویلهلم وون هومبولت، فردریک دانیل ارنست شلایرماکر، گئورگ ویلهلم فردریک هگل، لرد بایرون، بارتولد گئورگ نیبر، کریستین چارلز جوزیاس بانسن، فردریک کارل وون ساوینی، وارنهیگن وون انس، ویکتور کازین، بنجامین کنستانت و الساندرو مانزونی بود.

## اوایل حرفه
بنکرافت در سال ۱۸۲۲ به ایالات متحده بازگشت. اگرچه او اندکی پس از بازگشت، بنا به درخواست پدرش چندین خطبه ایراد کرد، اما علاقه و وابستگی بیشتری به ادبیات داشت.
اولین شغلش، آموزش زبان یونانی در هاروارد بود. بنکرافت از برنامهٔ درسی متعصبانهٔ هاروارد در دوران خودش و ماهیت ملانقطی برنامهٔ درسی ادیبات باستانی یونان و روم آزرده بود. افزون بر این، علاقهٔ شخصی او به مکتب رمانتیسم پرشور، او را هدف تمسخر جامعهٔ رسمی نیوانگلند و همدلی‌های سیاسی او برای دموکراسی جکسون، تقریباً او را در تقابل با تمام نخبگان بوستون قرار داده بود.

### مدرسهٔ راند هیل
در سال ۱۸۲۳، او اولین اثر خود را منتشر کرد که کتابی کم حجم از شعر، ترجمه و آثار نوین بود که هیچ شهرتی برای او به ارمغان نی‌آورد. در نهایت، بنکرافت کمبریج را ترک و با جوزف کاگزول، مدرسهٔ راند هیل را در نورث همپتون، ایالت ماساچوست تأسیس کرد.
زمانی که بنکرافت در راند هیل بود، اغلب با نشریه‌های نورث امریکن ریویو و امریکن کورتلی همکاری می‌کرد. او همچنین ترجمه‌ای از اثر آرنولد هرمان لودویگ هیرن دربارهٔ سیاست‌های یونان باستان انجام داد. در سال ۱۸۲۶، او خطابه‌ای منتشر کرد که از حق رأی همگانی و بنیان دولت بر مبنای قدرت و اختیار مردم حمایت می‌کرد.

### سیاست‌های ایالتی
در سال ۱۸۳۰، بدون اطلاع بنکرافت و با حمایت حزب کارگر، او از نورث همپتون به عضویت مجلس سنای ایالت ماساچوست انتخاب شد، اما از تصدی این کرسی خودداری کرد و سال بعد نیز با آنکه برای مجلس سنای ایالت انتخاب شده بود، از تصدی این کرسی نیز امتناع ورزید.

## مورخ
بنکرافت که در دانشگاه‌های برجستهٔ آلمان آموزش دیده بود، محققی ماهر و برجسته بود که در شاهکارش به نام تاریخ ایالات متحده، از کشف قارهٔ آمریکا، به این جامعهٔ جدید، به‌طور دقیق و کامل تا سال ۱۷۸۹ پرداخت. این کتاب در سال ۱۸۳۴ چاپ شد و او همواره، کتاب را در ویرایش‌های متعدد، بازنگری می‌کرد. این کتاب یکی از جامع‌ترین کتاب‌ها دربارهٔ پیشینهٔ آمریکای استعماری است.

## حرفه سیاسی و دیپلماتیک
در سال ۱۸۳۷، بنکرافت با قبول انتصاب به عنوان مأمور وصول مالیات گمرک بندر بوستون از سوی رئیس‌جمهور مارتین ون بورن، وارد فعالیت‌های سیاسی شد. اورستیز براونسون و نویسنده ناتانیل هاثورن، دو مأمور دیگر در این اداره بودند.
در سال ۱۸۴۴، بنکرافت نامزد حزب دموکرات برای فرمانداری ماساچوست بود، اما شکست خورد. او خواستار الحاق تگزاس برای گسترش «منطقهٔ آزاد» و مخالف برده‌داری بود.
در سال ۱۸۴۵، به پاس قدردانی از حمایت بنکرافت در همایش پیشین دموکرات‌ها، او وزیر نیروی دریایی در کابینهٔ جیمز پولک شد و تا سال ۱۸۴۶ خدمت کرد. همچنین به مدت یک ماه، جانشین موقت وزیر جنگ بود.

## زندگی شخصی

### خانواده
همسر اول او سارا دوایت، از خانواده‌ای ثروتمند در اسپرینگفیلد، ایالت ماساچوست بود. آنها در سال ۱۸۲۷ ازدواج کردند و صاحب دو پسر شدند. همسرش در سال ۱۸۳۷ درگذشت. سپس او با بیوه‌ای به نام الیزابت دیویس بلیس که دو فرزند داشت، ازدواج کرد. آنها صاحب یک دختر شدند.
بنکرافت سال‌های آخر عمرش را در واشینگتن دی‌سی و تابستان‌ها را در رزکلیف، نیوپورت، ایالت رود آیلند، مکانی که بعدها عمارت روزکلیف در آنجا ساخته شد، می‌گذراند.

### سازمان‌ها
بنکرافت در سال ۱۸۳۸ به عضویت انجمن باستانی آمریکا درآمد و همچنین از سال ۱۸۷۷ تا ۱۸۸۰، دبیر ارتباطات داخلی این انجمن بود.
در سال ۱۸۴۱، بنکرافت به عضویت انجمن فلسفی آمریکا درآمد.
بنکرافت یکی از اعضای مؤسس انجمن جغرافیای آمریکا در نیویورک و اولین رئیس این انجمن به مدت تقریباً سه سال (۲۱ فوریه ۱۸۵۲–۷ دسامبر ۱۸۵۴) بود.
بنکرافت در سال ۱۸۶۳ به عضویت آکادمی هنر و علوم آمریکا درآمد.

## وفات
بنکرافت در سال ۱۸۹۱ در واشینگتن دی‌سی درگذشت. او آخرین بازمانده از کابینهٔ پولک بود.

## یادبود و بناهای تاریخی
نیروی دریایی ایالات متحده به احترام او چندین کشتی را یواس‌اس بنکرافت نامید. همچنین ناوگان زیردریایی موشک بالستیک یواس‌اس جورج بنکرافت (SSBN-643)، کشتی پیمایش ساحلی یواس‌سی‌اس بنکرافت در اواسط قرن نوزدهم و ناوچهٔ توپدار یواس‌اس بنکرافت (۱۸۹۲) به احترام او نام‌گذاری شده‌اند.
خوابگاه آکادمی نیروی دریایی ایالات متحده به نام خوابگاه بنکرافت، به احترام او نام‌گذاری شده‌است. این خوابگاه بزرگترین خوابگاه تک نفری در جهان است.
بنکرافت یکی از بیست و سه نام معروف بر روی اسکناس یک دلاری قابل تبدیل به نقره در سال ۱۸۹۶ است.
نام بنکرافت در بالای یکی از چندین ستون مرمری در ساختمان توماس جفرسون در کتابخانهٔ کنگرهٔ ایالات متحده در واشینگتن دی‌سی وجود دارد.

## ارجاعات
1. 1 2  "George Bancroft". Xroads.virginia.edu. Archived from the original on November 8, 2014. Retrieved 2014-01-20.
2. ↑  Darling, Arthur B. (1925). Political Changes in Massachusetts, 1824–1848. New Haven, Conn.: Yale University Press. p. 99.
3. ↑  Harvey Wish, The American Historian: A Social-intellectual History of the Writing of the American Past (1960) ch 5 online بایگانی‌شده  در ۱۶ ژوئیه ۲۰۱۲ توسط Wayback Machine
4. ↑  See for online editions
5. ↑  Dunbar, B. (1987). Members and Officers of the American Antiquarian Society. Worcester: American Antiquarian Society.
6. ↑  "APS Member History". search.amphilsoc.org. Retrieved 2021-04-09.
7. ↑  Wright, John Kirtland 'The Years of Henry Grinnell', Geography in the Making: The American Geographical Society 1851–1951 (1952) p. 17–18. — George Grady Press
8. ↑  "Book of Members, 1780–2010: Chapter B" (PDF). American Academy of Arts and Sciences. Retrieved May 17, 2011.
9. ↑  "Annapolis Maryland Area Information". www.azinet.com.
10. ↑  "United States Bank Notes". December 27, 2009.
11. ↑  "United States Library of Congress, Thomas Jefferson Building". January 18, 2010.